# زنابع (الشرية)

تعديل مصدري - تعديل

زنابع هي إحدى قرى عزلة آل غنيم بمديرية الشرية التابعة لمحافظة البيضاء، بلغ تعداد سكانها 358 نسمة حسب تعداد اليمن لعام 2004.